# Баракзаи (племя)

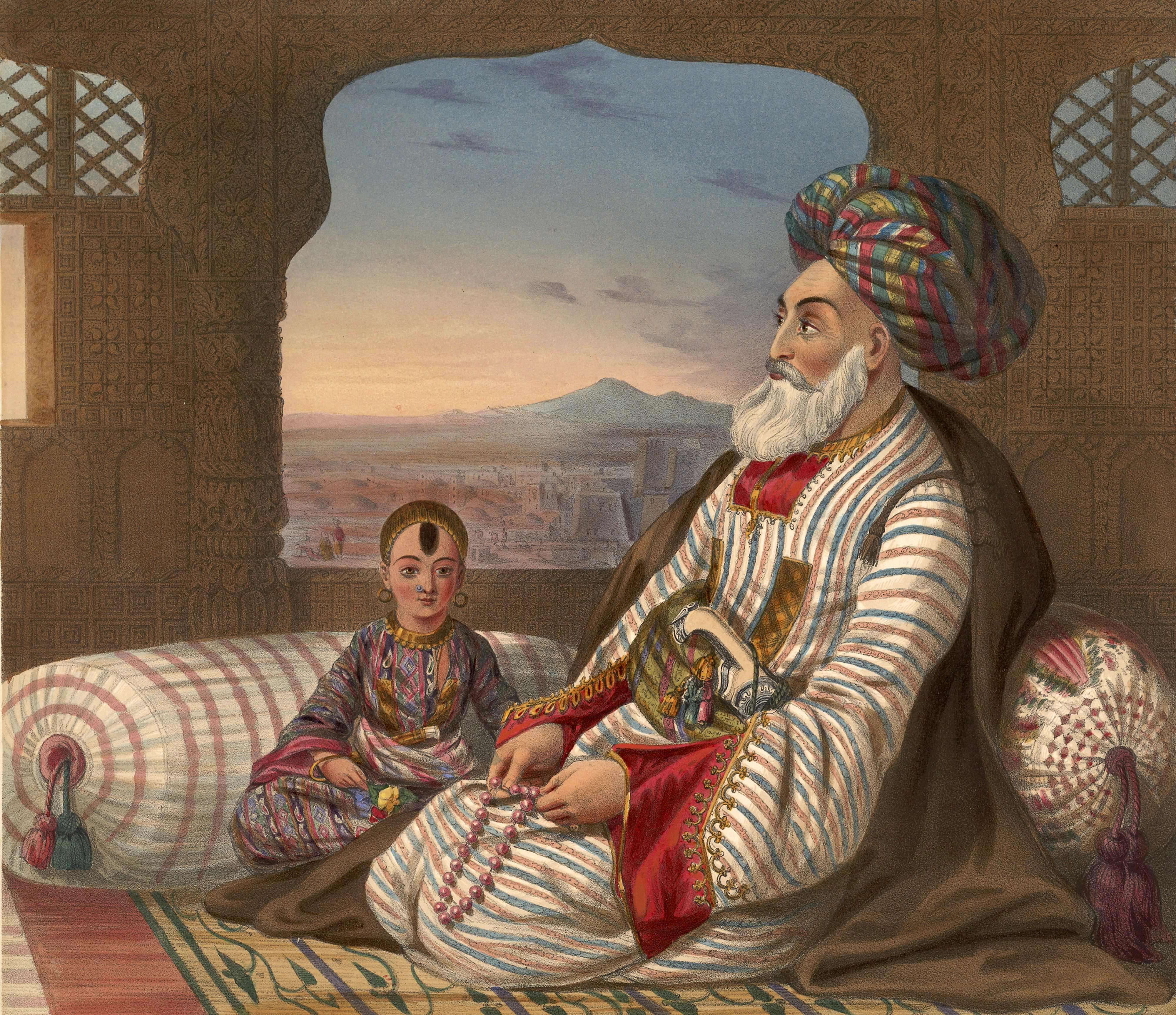
Дост Мухаммед (1793—1863), эмир Афганистана (1826—1839, 1845—1863), основатель династии Баракзаев

Баракзаи (пушту بارکزی‎) — одно из крупных и влиятельных пуштунских племен. На языке пушту Баракзай — это «сын Барака» . Проживает племя главным образом в Афганистане. Традиционно баракзаи расселялись к востоку от Герата, в долинах рек Аргастан и Гильменд. Численность племени достигает 4 миллионов человек. По религии — мусульмане-сунниты. Основное занятие баракзаев — земледелие. Многие баракзаи переселились в Пакистан.

## История
Известный афганист Людвиг Адамек писал, что баракзаи являются важным звеном группы Зирак в племени Дуррани, к которой принадлежала бывшая правящая семья Баракзай/Мухаммадзай. По численности, экономической и политической деятельности баракзаи являются первостепенным племенем Афганистана. Они служили Надир-шаху, основателю династии Афшаридов в Иране, и были поселены на землях, захваченных у гильзаев. За свои военные заслуги баракзаи получили от Ахмада-шаха Дуррани наследственные джагиры (ленные владения). После смерти Пайнды-хана, лидера баракзаев, его преемник Дост Мухаммед отстранил от власти правящую династию Садозай. Баракзаи владеют большими сельскохозяйственными землями между Гератом и Кандагаром.

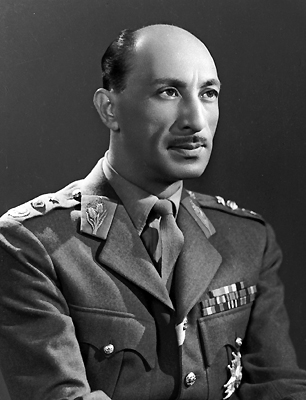
Мухаммед Захир-шах (1914—2007), последний король Афганистана (1933—1973), глава королевского дома Баракзаев в изгнании (1973—2007)

## Мухаммадзаи
Мохаммадзай наиболее известный и крупный клан племени Баракзай, он принадлежит к группе Зирак в Дурранийской конфедерации. Мухаммадзаи в первую очередь сосредоточены вокруг Кандагара. Также они проживают в других провинциях Афганистана и провинции Белуджистан в Пакистане.
Мусахибан (первоначально хель Яхьи) — клан Баракзаев, потомки Султана Мухаммед-хана (1795—1861), старшего брата Дост Мухаммеда.
Хель (клан) Паинды — потомки Паинды Мухаммад-хана (1758—1799), лидера клана Мухаммадзай во время правления Тимур-шаха и Земан-шаха.
Тарзи — младшая линия Мухаммадзаев племени Баракзаев. Основателем клана являлся Гулям Мухаммад Тарзи (1830—1900).

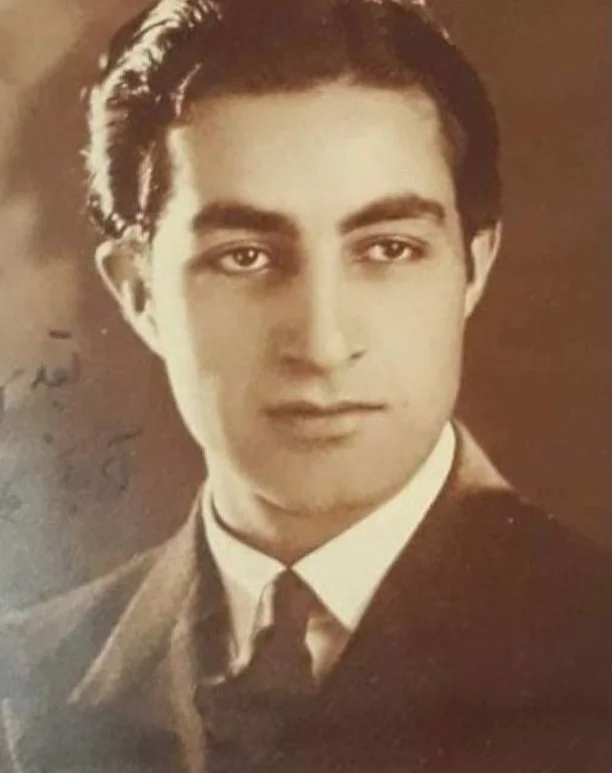
Давуд Хан, первый президент Афганистана

## Политика
С 1826 по 1978 год большинство правителей Афганистана принадлежали к двум ветвям одной династии Баракзай, происходившей из вождей племени Баракзай (клан Мухаммадзай).
- Дост Мухаммад-хан (1793—1863), первый эмир Афганистана из династии Баракзай (1826/1827 — 1839, 1842—1863)
- Шир-Али-хан (1825—1879), эмир Афганистана (1863—1866, 1868—1879)
- Мухаммед Якуб-хан (1849—1923), эмир Афганистана (1879—1880), подписал Гандамакский договор с Великобританией.
- Абдуррахман (1844—1901), эмир Афганистана (1880—1901)
- Хабибулла-хан (1872—1919), эмир Афганистана (1901—1919)
- Аманулла-хан (1892—1960), эмир Афганистана (1919—1926), король Афганистана (1926—1929)
- Сорайя Тарзи (1899—1968), жена короля Амануллы-хана
- Инаятулла-хан (1888—1946), король Афганистана (1929).
- Махмуд Тарзи (1865—1933), поэт, автор и дипломат
- Сардар Гулям Мухаммад Тарзи (1830—1900), поэт, правитель Кандагара и Белуджистана
- Мухаммед Надир-шах (1883—1933), король Афганистана (1929—1933)
- Мухаммед Захир-шах (1914—2007), последний король Афганистана (1933—1973)
- Мухаммед Дауд-хан (1909—1978), первый президент Афганистана (1973—1978)

Основной язык племени баракзаев — пушту.